# Juramento de lealtad al fascismo
El juramento de lealtad al fascismo, que tuvo lugar en 1931, fue un acto formal que pedía a los profesores universitarios italianos firmar una declaración de adhesión al fascismo. Aquellos que se negaron a firmar el juramento perdieron sus puestos de trabajo en las universidades públicas italianas. Un juramento parecido se impuso en 1928 a los profesores de las escuelas públicas italianas.

## Historia

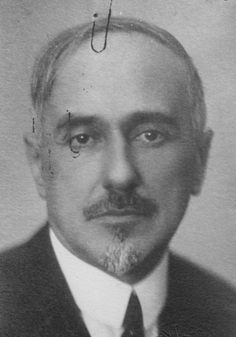
Balbino Giuliano

La idea de la inserción de la cláusula de lealtad al fascismo en el Regio Decreto n. 1227 (28 de agosto de 1931) se atribuye al filósofo Balbino Giuliano, Ministro de Educación en el gobierno Mussolini.

## Texto delRegio Decreto
Giuro di essere fedele al Re, ai suoi Reali successori e al Regime Fascista, di osservare lealmente lo Statuto e le altre leggi dello Stato, di esercitare l'ufficio di insegnante e adempire tutti i doveri accademici col proposito di formare cittadini operosi, probi e devoti alla Patria e al Regime Fascista. Giuro che non appartengo né apparterrò ad associazioni o partiti, la cui attività non si concilii coi doveri del mio ufficio

## Consequencias delDecreto Regio
De los 1.251 profesores universitarios activos en Italia en 1931, sólo unos quince profesores se negaron a firmar el juramento.
Algunos profesores también evitaron el juramento con la jubilación anticipada (Vittorio Emanuele Orlando) o el exilio (Giuseppe Antonio Borgese). El economista Piero Sraffa, exiliado en Cambridge, renunció a su puesto de profesor en la Universidad de Cagliari el 1 de noviembre de 1931.
Los profesores que no firmaron el juramento fueron:
1. Giuseppe Antonio Borgese (Estética), Visiting Professor a la Universidad de California Berkeley[4]
2. Ernesto Buonaiuti (Historia del Cristianismo), Università degli Studi de Roma, director de la Edizione Nazionale delle Opere de Gioacchino de Flor[5]
3. Aldo Capitini, (Ecónomo de la Normale de Pisa)
4. Mario Carrara (Antropología criminal y Medicina legal), Università degli Studi de Turín
5. Gaetano De Sanctis (Historia Antigua), Università degli Studi de Roma
6. Antonio De Tornillos De Marco (Economía pública), Università degli Studi de Roma
7. Floriano Del Siglo (Estudios italianos), Collegio Militar de la Nunziatella
8. Giorgio Errera (Química), Università degli Studi de Pavia
9. Cesare Goretti (Filosofía del derecho)
10. Giorgio Levi De la Vida (Lenguas semíticas), Università degli Studi de Roma
11. Fabio Luzzatto (Derecho civil), Università degli Studi de Macerata
12. Piero Martinetti (Filosofía), Università degli Studi de Milán
13. Bartolo Nigrisoli (Cirugía), Università degli Studi de Bolonia
14. Errico Presutti (Derecho administrativo)[4]
15. Francesco Ruffini (Derecho eclesiástico), Universidad de Turín
16. Edoardo Ruffini (Historia del derecho), Universidad de Perugia
17. Lionello Venturi (Historia del arte), Universidad de los Estudios de Turín
18. Vito Volterra (Física matemática), Università degli Studi de Roma

Muchos académicos de izquierda se adhirieron al juramento: Togliatti aconsejó a los profesores que mantuviesen su posición en la Universidad de manera que fuesen útiles para la causa antifascista.
Otros profesores, como Guido Calogero y Luigi Einaudi, siguieron el consejo de Benedetto Croce y firmaron el juramento, para poder seguir enseñando "de acuerdo con la idea de libertad".
De manera similar, muchos profesores católicos juraron lealtad al fascismo ante la sugerencia del Papa Pío XI. El rector Agostino Gemelli había logrado que los profesores de la Universidad Católica de Milán, una institución académica privada, no juraran lealtad al fascismo, ya que no eran empleados estatales.
Sin embargo, todos los profesores de la Universidad Católica juraron voluntariamente, a excepción de cuatro profesores: Francesco Rovelli, Giovanni Soranzo, Mario Rotondi (quien había solicitado el traslado de Pavía a la Universidad Católica precisamente para evitar el juramento), y el propio Agostino Gemelli.
L'Osservatore Romano (4 de diciembre de 1931) observó en un artículo que el juramento era totalmente legal, ya que la expresión "régimen fascista" era equivalente a "gobierno del estado".

## La carta de Einstein

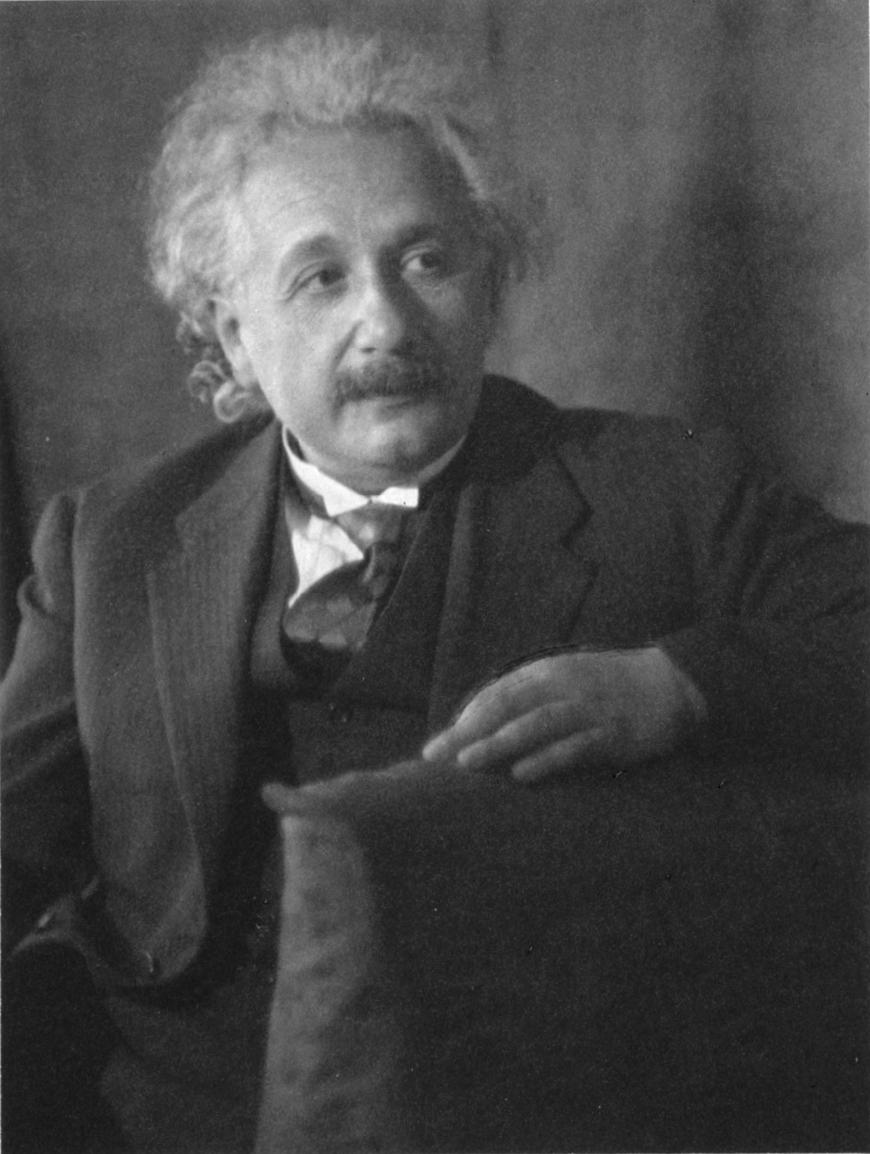
Albert Einstein (1931)

Francesco Ruffini escribió una carta a Albert Einstein, pidiéndole solidaridad y apoyo oficial contra la solicitud de juramento al fascismo. Einstein inmediatamente escribió una carta a Alfredo Rocco, pidiéndole que aconsejara a Mussolini que evitara a la comunidad académica italiana una humillación parecida, apelando a los valores de libertad de pensamiento y enseñanza.
 
Giuseppe Righetti respondió a la carta en nombre de Rocco, argumentando que, en realidad, el juramento no preveía la adhesión a un partido político, y lo demostraba con el hecho que sólo siete u ocho profesores universitarios de unos mil doscientos no lo habían hecho.